# Colisor (estatísticas)
Em estatísticas e gráficos causais, uma variável é um colisor quando ela é influenciada causalmente por duas ou mais variáveis. O nome "colisor" reflete o fato de que em modelos gráficos, as pontas de seta das variáveis que levam ao colisor parecem "colidir" no vértice que é o colisor. Às vezes, eles também são chamados de garfos invertidos.

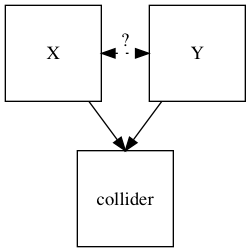
Modelo SEM de um colisor

As variáveis causais que influenciam o colisor não estão necessariamente associadas. Se as variáveis causais  não estiverem adjacentes, o colisor não está blindado. Caso contrário, o colisor é blindado e faz parte de um triângulo.
O resultado de ter um colisor no caminho é que o colisor bloqueia a associação entre as variáveis que o influenciam.
Às vezes, os colisores são confundidos com variáveis de confusão. Ao contrário dos colisores, as variáveis de confusão devem ser controladas ao estimar associações.

## Nota
- Este artigo foi inicialmente traduzido, total ou parcialmente, do artigo da Wikipédia em inglês cujo título é «Collider (statistics)».